# Biosurfactante
El término biosurfactante se refiere generalmente a surfactantes de origen microbiano. La mayoría de los biosurfactantes producidos por microbios se sintetizan extracelularmente y se sabe que muchos microbios producen biosurfactantes en grandes cantidades relativas. Algunas son de interés comercial. Como metabolito secundario de microorganismos, los biosurfactantes pueden procesarse mediante el cultivo de microorganismos productores de biosurfactantes en la fase estacionaria en muchos tipos de sustratos de bajo precio como biocarbón, aceites vegetales, carbohidratos, desechos, etc. La producción de alto nivel de biosurfactantes puede controlarse mediante la regulación de factores ambientales y circunstancias de crecimiento.

## Clasificación
Los biosurfactantes generalmente se clasifican por su estructura molecular. Al igual que los surfactantes sintéticos, están compuestos por una fracción hidrófila formada por aminoácidos, péptidos, (poli)sacáridos o alcoholes de azúcar y una fracción hidrófoba formada por ácidos grasos. En consecuencia, las clases significativas de biosurfactantes incluyen glicolípidos, lipopéptidos y lipoproteínas, y surfactantes poliméricos, así como surfactantes particulados.

## Ejemplos

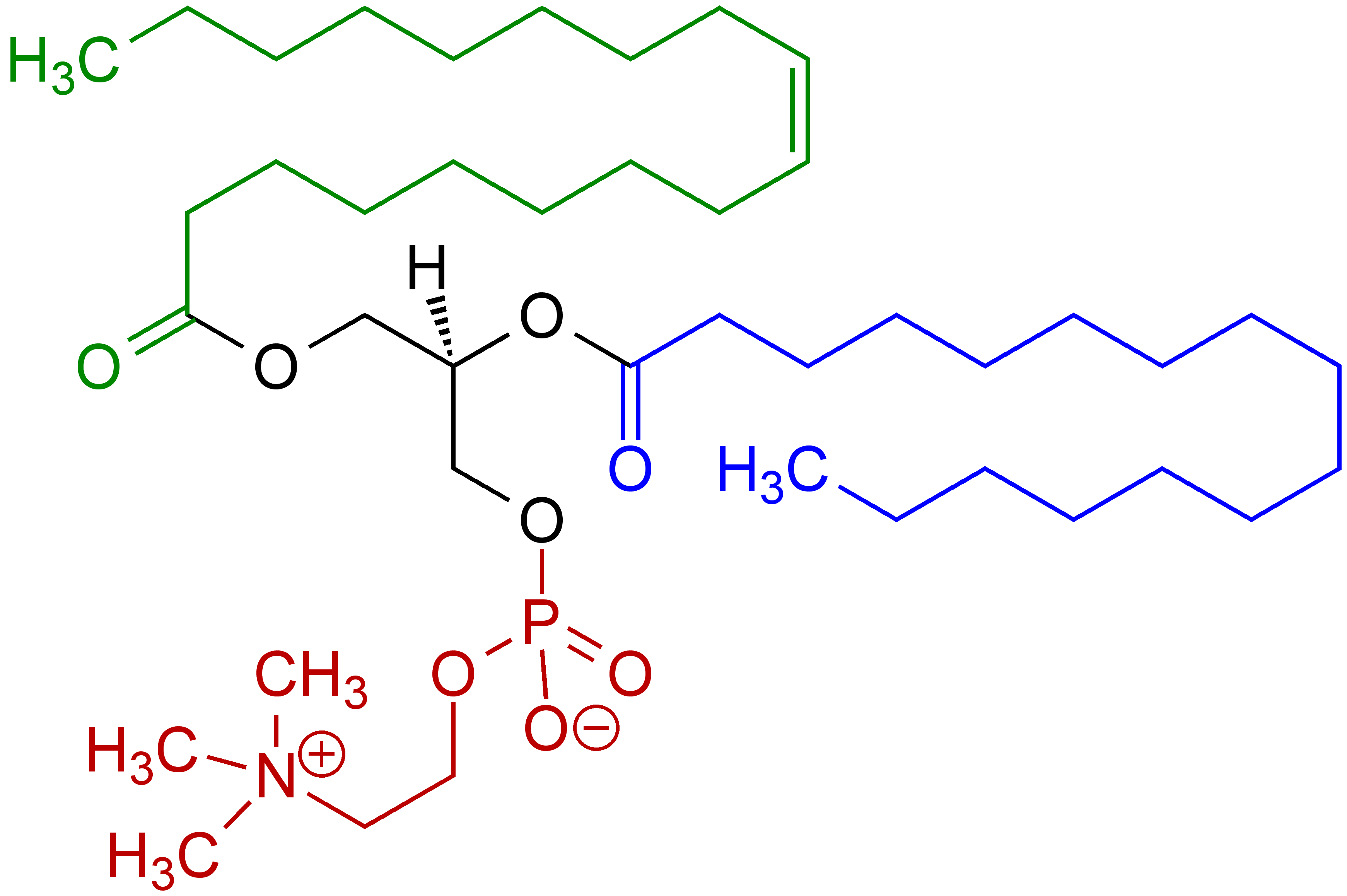
La fosfatidilcolina, también conocida como lecitina, es un surfactante biológico omnipresente. Se muestra en red – grupo colina y fosfato; black – glicerol; green – ácido graso monoinsaturado; blue – ácido graso saturado.

Los biosurfactantes más comunes incluyen:
- Las sales biliares son mezclas de compuestos formadores de micelas que encapsulan los alimentos, lo que permite su absorción a través del intestino delgado.[6]
- La lecitina, que puede obtenerse de la soja o de la yema de huevo, es un ingrediente alimentario común.
- Ramnolípidos, que pueden ser producidos por algunas especies de Pseudomonas, por ejemplo, Pseudomonas aeruginosa.
- Los soforolípidos son producidos por varias levaduras no patógenas.
- Emulsano producido por Acinetobacter calcoaceticus.[3]
- La surfactina es un lipopéptido no ribosómico producido por Bacillus subtilis.

Los biosurfactantes microbianos se obtienen incluyendo líquidos inmiscibles en el medio de crecimiento.

## Aplicaciones
Las posibles aplicaciones incluyen formulaciones de herbicidas y pesticidas, detergentes, atención médica y cosméticos, pulpa y papel, carbón, textiles, procesamiento de cerámica e industrias alimentarias, procesamiento de mineral de uranio y deshidratación mecánica de turba.

### Remediación de derrames de petróleo
Los biosurfactantes mejoran la emulsificación de los hidrocarburos, por lo que tienen el potencial de solubilizar los contaminantes de los hidrocarburos y aumentar su disponibilidad para la degradación microbiana. Además, los biosurfactantes pueden modificar la superficie celular de las bacterias que biodegradan los hidrocarburos, lo que también puede aumentar la biodegradabilidad de estos contaminantes en las células. Estos compuestos también pueden utilizarse en la recuperación mejorada de petróleo y pueden considerarse para otras aplicaciones potenciales en la protección del medio ambiente.